# Vườn quốc gia Tanjung Puting
Vườn quốc gia Tanjung Puting là một vườn quốc gia nằm ở phía đông nam của huyện Tây Kotawaringin thuộc tỉnh Trung Kalimantan của Indonesia. Khu dân cư gần nhất là thị trấn Pangkalan Bun, huyện lị của Tây Kotawaringin. Vườn quốc gia này nổi tiếng khi là một trong những nơi bảo tồn lớn loài đười ươi.

## Địa lý
Vườn bao gồm 416.040 hecta rừng khộp đất khô, đầm lầy than bùn, rừng thạch nam Sundaland, rừng ngập mặn, rừng ven biển, và rừng thứ sinh. Có thể đi đến nơi này từ Kumai bằng tàu cao tốc di chuyển dọc theo sông Kumai và sau đó là sông Sekonyer đến Camp Leakey, thời gian tối đa chỉ mất khoảng 1,5 giờ. Sông Kumai tạo thành ranh giới phía bắc của vườn quốc gia. Ngoài ra, nhiều phần rừng than bùn đã bị phá bỏ để nhường chỗ cho các đồn điền trồng cọ dầu.
Mặc dù là một vườn quốc gia được bảo vệ, nhưng khoảng 65% diện tích rừng nguyên sinh của vườn đã bị suy thoái. Việc mất môi trường sống tự nhiên là mối đe dọa lớn nhất đối với các loài động vật hoang dã. Một tổ chức phi chính phủ của Indonesia đã làm việc để khôi phục môi trường sống ở các vùng Pasalat và Beguruh từ năm 1997. Họ cũng triển khai một trung tâm giáo dục bảo tồn ở Pasalat.

## Hệ sinh thái
Vườn quốc gia được chính quyền thuộc địa Hà Lan thiết lập vào những năm 1930 để bảo vệ đười ươi và khỉ vòi, đã được UNESCO công nhận là Khu dự trữ sinh quyển thế giới vào năm 1977 trước khi trở thành một vườn quốc gia vào năm 1982.
Ngoài đười ươi và khỉ vòi, đây còn là nơi sinh sống của vượn, khỉ, báo hoa mai, gấu chó, lợn rừng, nhím và hươu sambar. Các loài đáng chú ý khác gồm cá sấu, kỳ đà và trăn, hồng hoàng, bói cá và bướm Borneo khổng lồ.